# Kamoi (Schiff, 1922)
Die Kamoi (japanisch 神威) war ein Flugzeugmutterschiff der Kaiserlich Japanischen Marine, das während des zweiten japanisch-chinesischen Krieges sowie im Zweiten Weltkrieg zum Einsatz gelangte. Das Schiff, benannt nach dem auf Hokkaidō gelegenen Kap Kamui (神威岬), war ursprünglich am 14. September 1921 als Tanker auf der Werft der New York Shipbuilding Company in Camden (US-Bundesstaat New Jersey) auf Kiel gelegt, aber nur wenige Tage später von der japanischen Marine erworben worden. Nach dem Stapellauf am 8. Juni 1922, der Neubau trug dabei bereits den Namen Kamoi, erfolgte schließlich am 12. September 1922 die Indienststellung. Das Einzelschiff wurde zunächst seitens der japanische Marine als Flottentanker eingesetzt, dann aber 1933 zu einem Flugzeugmutterschiff umgebaut und der Rengō Kantai zugewiesen. In den Jahren 1944 und 1945 erlitt das Schiff mehrfach schwere Beschädigungen durch gegnerische Attacken und wurde schließlich im April 1945 vor Hongkong aufgegeben. Das auf Grund gesetzte Wrack wurde 1946 unter britischer Aufsicht verschrottet. Erster Kommandant des Schiffes war Kaigun-Taisa Murase Teijiro.

## Technische Aspekte

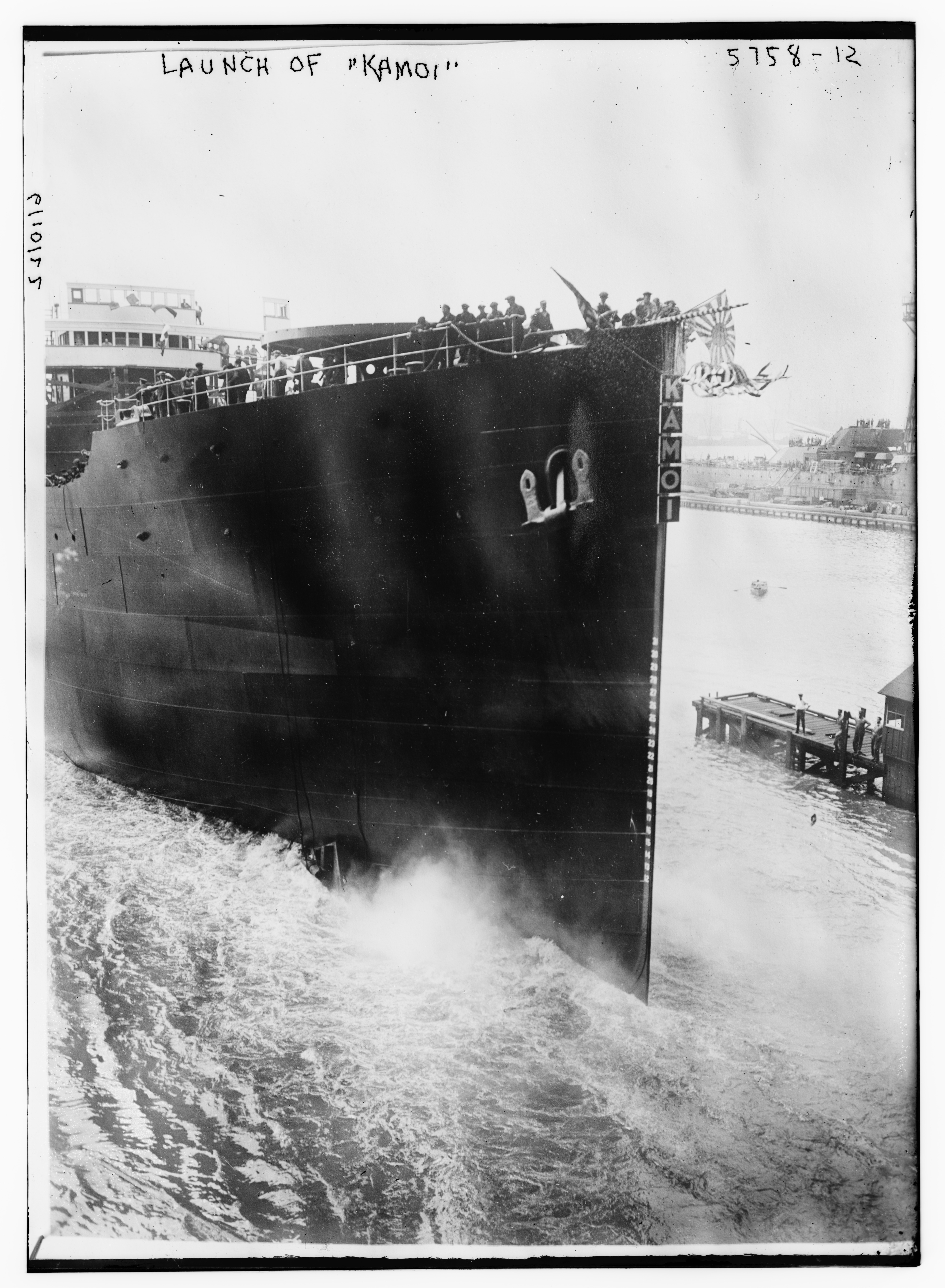
Stapellauf der Kamoi (1922).

Die Kamoi war maximal 151,79 Meter lang und 20,42 Meter breit. Der Tiefgang lag in voll ausgerüstetem Zustand bei 11,58 Meter. Das Schiff war als Tanker mit 10.222 BRT vermessen, die maximale Wasserverdrängung lag bei 19.240 ts. Die Maschinenanlage bestand anfangs (1922) aus vier kohlebefeuerten Babcock & Wilcox-Kesseln sowie einer General Electric-Getriebeturbine und zwei ebenfalls von GE gebauten Doppelphasen-Generatoren, die zwei Schraubenwellen ansteuerten. Die maximale Antriebsleistung dieser turboelektrischen Maschinenanlage betrug 9000 PSe, womit das Schiff eine Höchstgeschwindigkeit von rund 15 Knoten (28 km/h) erreichen konnte. Der maximale Kohlenvorrat betrug 2500 Tonnen, die rechnerische Seeausdauer der Kamoi bei voller Kohlenbeladung lag bei etwa 8000 Seemeilen (bei einer sparsamen Höchstfahrt von 7 Knoten). Im Rahmen einer Überholung wurden die vier ursprünglichen Kessel im Jahr 1939 durch solche vom marineeigenen Hersteller Kampon ersetzt (siehe Anmerkungen), die turboelektrischen Antriebselemente blieben jedoch unverändert.
Nach der Konvertierung zu einem Flugzeugmutterschiff im Jahr 1933 erhielt die Kamoi anfangs eine Bewaffnung bestehend aus zwei 7,62-cm-Flugabwehrkanonen. Bis 1939 wurde diese Bewaffnung deutlich verstärkt und bestand letztlich aus zwei einzeln aufgestellten 14-cm-Geschützen (jeweils auf einer Plattform achtern und auf dem Vorschiff), einer 7,62-cm-Flugabwehrkanone sowie insgesamt zehn 2,5-cm-Flugabwehrkanonen und vier schwere n13,2-mm-Maschinengewehren in zwei Doppellafetten. Die Flugzeugausstattung bestand normalerweise aus zwölf Maschinen. Maximal konnten bis zu 22 Maschinen mitgeführt werden – allerdings war hiervon dann die Hälfte unter Deck und in zerlegtem Zustand eingelagert (diese Maschinen konnten also nicht sofort eingesetzt werden) –, wobei unter anderem Wasserflugzeuge der Modelle Aichi E3A, Nakajima E4N, Nakajima E8N und Yokosuka E5Y zum Flugpark gehörten. Die Flugzeuge wurden von Bord des Schiffes mit Hilfe von drei Kränen (die Lasten zwischen dreieinhalb und fünf Tonnen aufnehmen konnten) ausgesetzt – ein Flugzeugkatapult befand sich nicht an Bord –, starteten dann von der Wasseroberfläche aus und kehrten nach Abschluss einer Mission wieder zum Schiff zurück, um dann mit einem über das Heck ausgebrachten Landesegel (ein sogenanntes Hein'sches Landesegel) wieder an Bord genommen zu werden.

## Dienstzeit
Nach der Fertigstellung verlegte die Kamoi zwischen dem 27. September und dem 15. Dezember 1922 von Philadelphia aus und via den Panamakanal und Hawaii nach Yokosuka. In der Folgezeit beziehungsweise bis 1933 diente das Schiff als Flottentanker. Im März 1932, nach dem sogenannten ersten Shanghai-Zwischenfall, wurde seitens der japanischen Marine die Entscheidung getroffen, den Tanker zu einem Flugzeugmutterschiff beziehungsweise Seeflugzeugtender umzubauen. Dieser Umbau fand dann auch zwischen Februar und Juli 1933 auf der Uraga-Werft in Uraga (einem Bezirk von Yokosuka) statt; im Anschluss wurde die Kamoi, seit November 1932 unter dem Kommando von Kaigun-Taisa Takeda Rokukichi, der Rengō Kantai zugeteilt. Das Schiff führte zwölf Seeflugzeuge Yokosuka E5Y (auch als Kawanishi E5K1 bezeichnet) mit sich und konnte zugleich auch noch die Rolle als Tanker ausfüllen. Am 7. April 1935 ereignete sich ein tödlicher Zwischenfall, als eine E5Y der Kamoi vermutlich wegen eines technischen Defektes nahe Fukuoka abstürzte und in eine Fabrikhalle einschlug, der Pilot wurde dabei getötet.
Im September 1935 nahm die Kamoi an Manövern der Rengō Kantai im Nordwestpazifik teil. Nachdem im Sommer 1937 das Flugzeug der US-amerikanischen Flugpionierin Amelia Earhart im Südwestpazifik, vermutlich südwestlich der Howlandinsel, verschwunden war, erhielt die in Lae liegende Kamoi, seit Ende 1936 unter dem Kommando von Kaigun-Taisa Kozaka Kanae, von Admiralstabschef Fushimi Hiroyasu (der die Aufgabe zuvor von Prinz Takamatsu, dem jüngeren Bruder von Kaiser Hirohito, übermittelt bekommen hatte) die Order, sich an der Suche nach der verschollenen Flugpionierin zu beteiligen. Da allerdings keine genauen Angaben über die ungefähre Lage des Suchgebietes gemacht werden konnten, wurde die Anweisung nach nur wenigen Stunden wieder zurückgezogen.

### Einsatz im zweiten japanisch-chinesischen Krieg
Im Anschluss verlegte der Tender im Herbst 1937, als Teil des 12. Geschwaders der 3. Flotte, via Formosa vor die Küste Chinas, wo im Juli 1937 der erneute Krieg zwischen Japan und China ausgebrochen war. 

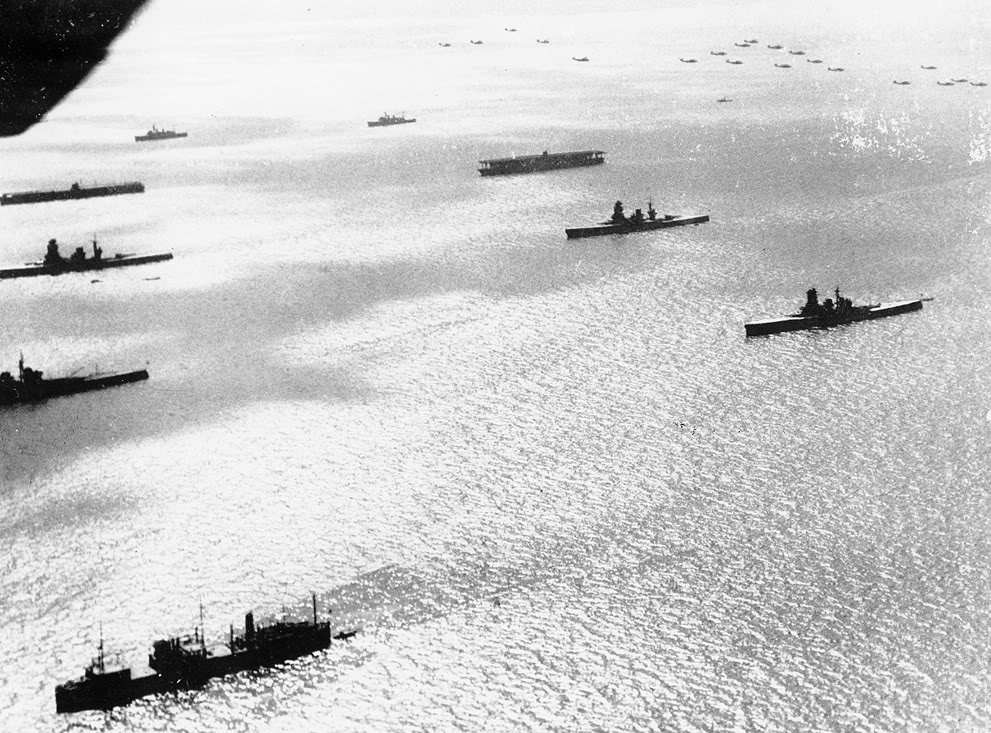
Die Kamoi während einer japanischen Flottenparade im Jahr 1938 (im Vordergrund links).

Hierbei gingen am 12. Oktober 1937 über Shanghai zwei Nakajima E8N-Seeaufklärer der Kamoi bei Gefechten mit nationalchinesischen Curtiss-Jagdflugzeugen verloren: Eine Maschine wurde in der Luft von einer chinesischen Maschine gerammt, wobei die zwei Mann starke japanische Besatzung ums Leben kam und sich der chinesische Jägerpilot mit dem Fallschirm retten konnte; die zweite Maschine musste nach Beschussschäden auf dem Jangtsekiang notwassern, wurde aber danach durch Bordwaffenbeschuss von im Tiefflug angreifenden chinesischen Jägern zerstört. Auch in diesem Fall wurde die zweiköpfige Besatzung des Aufklärers getötet.
Anfang 1938 unterstützten Aufklärer der Kamoi die Kämpfe um die wichtige Hafenstadt Guangzhou (siehe Canton-Operation). Hierbei soll eine nationalchinesische Maschine durch einen E8N-Aufklärer abgeschossen worden sein. Im Gegenzug wurden aber vier E8N durch Beschuss seitens nationalchinesischer Gladiator-Jagdflugzeuge teils stark beschädigt. Seit dem 22.  März 1938 unter dem Befehl von Kaigun-Taisa Iwabuchi Sanji stehend, beteiligte sich die Kamoi im Mai 1938 an der versuchten Einnahme des Shanghai International Settlement durch Speziallandungskräfte der japanischen Marine. Die Operation wurde jedoch schließlich aufgrund starker internationaler Präsenz abgebrochen. Hingegen gelang den Japanern im Oktober 1938, wobei die Kamoi hierbei zeitweise mit dem Seeflugzeugtender Notoro und den Flugzeugträgern Kaga und Ryūjō gemeinsam operierte, die Einnahme der schwer umkämpften Stadt Guangzhou.
Im Dezember 1938 schließlich wurde der Seeflugzeugtender vom chinesischen Kriegsschauplatz abgezogen und nach Yokosuka verlegt. In der Folgezeit fanden Modernisierungen und Manöver in der Seto-Inlandsee statt. Eine Besonderheit stellte eine Ausbildungsfahrt des Schiffes in das Südpolarmeer im April 1940 dar.

### Einsatz im Zweiten Weltkrieg
Nach dem Angriff auf Pearl Harbor im Dezember 1941 und dem damit verbundenen Eintritt der Vereinigten Staaten in den Zweiten Weltkrieg wurde die Kamoi der Ende 1939 reorganisierten 4. Flotte unter Kaigun-Chūjō Inoue Shigeyoshi zugeteilt. Zwischen Ende 1941 und Ende 1942, hierbei kam im August 1942 mit Kaigun-Taisa Yamazaki Sukeichi ein neuer Kommandant an Bord, pendelte das Schiff zumeist den japanischen Hauptinseln und den japanischen Stützpunkten Jaluit, Truk, Mili, Roi-Namur und Wotje und führte Versorgungsmissionen durch. Während dieser Zeit beteiligten sich die Aufklärer des Schiffes auch an der Einnahme von Rabaul Ende Januar 1942. Im Verlauf des Jahres 1943 folgten weitere Nachschub- und Versorgungsfahrten, unter anderem nach Singapur, Balikpapan, dem Majuro-Atoll und Surabaya, wobei die Kamoi ab dem 3. Mai 1943 unter dem Befehl von Kaigun-Taisa Shimizu Takeo stand. Am 26. Mai 1943 entging das Schiff während einer Nachschubfahrt in der Floressee nur knapp einem Torpedoangriff eines nicht identifizierten U-Bootes.
In den Abendstunden des 28. Januar 1944, die Kamoi befand sich gemeinsam mit drei U-Boot-Jägern und einem Frachtschiff auf dem Weg von Kendari nach Makassar, wurde der Seeflugzeugtender in der Straße von Makassar, etwa auf Position 3° 25′ S, 118° 15′ O, von dem US-U-Boot Bowfin attackiert und durch insgesamt drei Torpedotreffer sehr schwer beschädigt. Das Schiff konnte von den Sicherungseinheiten dennoch nach Surabaya eingebracht werden, nach einer Notreparatur dort erfolgte im Februar 1944 die Verbringung im Schlepp nach Singapur. Gleichwohl beendeten diese Torpedotreffer den Einsatz der Kamoi als Flugzeugmutterschiff, denn die Flugzeugausstattung wurde im Rahmen der Reparaturen – die erst im August 1944 final abgeschlossen waren – von Bord gegeben und das Schiff sah nachfolgend nur mehr einen Einsatz als Tank- und Versorgungsschiff.
Im September 1944 verlegte die Kamoi nach Manila und lieferte dorthin Schweröl für die (noch) auf den Philippinen stationierten japanischen Flottenkräfte, allerdings wurde der Tanker am 21. September 1944 bei einem Luftangriff der Task Force 38 – diese US-Luftangriffe auf das Gebiet der mittleren Philippinen wurden im Kontext der alliierten Landung auf Morotai zur Entlastung geflogen – auf die Hafenanlagen von Manila durch einen Bombentreffer beschädigt. Wegen der eminenten Luftbedrohung im Raum Manila erfolgte am 22. September 1944 die Verlegung der Kamoi nach Coron, doch wurden die dort liegenden Schiffe bereits am 24. September 1944 erneut von Flugzeugen der Task Force 38 angegriffen, wobei die Kamoi wiederum stark beschädigt wurde. Das Tankschiff konnte nur mit Glück später die offene See erreichen, wurde aber am 27. September 1944 südwestlich von Manila, etwa auf 13° 48′ N, 118° 38′ O, durch das US-U-Boot Bonefish torpediert. Auch diese Attacke, die dritte Beschädigung des Schiffes innerhalb weniger Tage, führte nicht zum Untergang des stabil gebauten Tankers (wenngleich die Besatzung insgesamt zwölf Todesopfer und Vermisste sowie 26 Verletzte zu beklagen hatte), der am nachfolgenden Tag von einem Schlepper nach Manila zurückgebracht werden konnte. Nach befehlsmäßigen Reparaturen verließ die Kamoi Anfang Oktober 1944 Manila und wurde, als Teil des 13-Schiffe-Konvois MATA-28, später nach Hongkong überführt. Von dort aus verlegte das Schiff im Oktober 1944 nach Japan und wurde in Maizuru umfangreichen Reparaturen und einer Überholung unterzogen.
Nach einigen wenigen Versorgungsfahrten zwischen Japan und chinesischen Häfen im Winter 1944/45 wurde die Kamoi schließlich ab Mitte Januar 1945 in Hongkong nur mehr als stationäres Tankschiff eingesetzt. In dieser Funktion erlitt das Schiff am 16. Januar 1945 dort bei einem Luftangriff der Task Force 38 schwere Schäden, wobei 41 Besatzungsangehörige getötet wurden. Nachfolgend fand lediglich eine oberflächliche Reparatur statt, womit das Schiff faktisch ab diesem Zeitpunkt fahrunfähig war, da die Schäden eines direkten Bombentreffers im Bereich des Maschinenraumes nicht mehr repariert wurden. Am 5. April 1945 schließlich wurde das Schiff bei einem erneuten US-Luftangriff, dieses Mal ausgeführt von B-24-Bombern der Fifth Air Force, von mehreren Bomben getroffen und wiederum schwer beschädigt.
Das zum Wrack gebombte Schiffe wurde, auch da Reparaturen als nicht mehr lohnenswert angesehen wurden und da angesichts der für Japan sich drastisch verschlechternden Kriegslage keine Reparaturkapazitäten mehr zur Verfügung standen, schließlich am 7. April 1945 von der Besatzung aufgegeben und sank am 13. April 1945, da keine Lecksicherungsmaßnahmen mehr erfolgten, im seichten Hafenwasser auf Grund. Nach Kriegsende im September 1945 wurde das Wrack unter britischer Aufsicht gehoben und vermutlich im Sommer 1946 in Hongkong verschrottet. Die Kamoi wurde am 3. Mai 1947 aus dem Flottenregister gestrichen.